# Franziska Schreiner
Franziska Schreiner (* 22. Dezember 2001 in Aschaffenburg) ist eine deutsche Tischtennisspielerin. Sie wurde 2019 Deutsche Meisterin im Doppel.

## Werdegang
Als Tochter des ehemaligen Bundesligaspielers Ralf Schreiner und der ehemaligen chinesischen Nationalspielerin Qiao Yunli kam Franziska Schreiner früh zum Tischtennissport. 2008 trat sie dem bayerischen Verein TV 1921 Hofstetten bei, dessen Damenmannschaft 2018 der 3. Bundesliga angehörte. In der Saison 2018/19 spielte Franziska Schreiner mit TV Busenbach in der 1. Bundesliga, kehrte dann nach Hofstetten zurück und schloss sich 2020 dem TSV Langstadt an.
Im Jahre 2018 hielt sich Franziska Schreiner in China auf und entwickelte sich in Shanghai bei einem Lehrgang des Weltverbandes ITTF weiter. Sie nahm an zahlreichen nationalen und internationalen Jugendturnieren teil. So erreichte sie bei der Jugendeuropameisterschaft 2018 in Rumänien das Viertelfinale in der Altersklasse U18. Im gleichen Jahr kam sie bei der Jugend-Weltmeisterschaft im australischen Bendigo zusammen mit Laura Tiefenbrunner im Doppel bis ins Achtelfinale.
2019 gewann sie bei den Deutschen Meisterschaften der Erwachsenen in Wetzlar den Titel im Doppel mit Nina Mittelham. Bei der DM 2020 kam sie mit Yuki Tsutsui im Doppel und Tobias Hippler im Mixed jeweils ins Halbfinale.

## Tischtennisfamilie
Franziska Schreiner entstammt einer Tischtennisfamilie. Vater Ralf Schreiner (* 1969) war 1993 Bayerischer Meister und Bundesligaspieler. Mutter Qiao Yunli ist eine ehemalige chinesische Nationalspielerin, deren Schwester Qiao Yunping ist eine ehemalige chinesische Nationalspielerin, Weltmeisterin im Doppel, Silber bei den Olympischen Spielen in Atlanta. Bruder Florian (* 1995) war Jugendnationalspieler, wurde 2013 deutscher Jugendmeister und spielt mit FC Bayern München in der 3. Bundesliga (Stand 2020).